# Walter de'Silva
Walter de'Silva (Lecco, Italia, 27 de febrero de 1951) es un diseñador de automóviles italiano.

## Trayectoria
Sus primeras obras fueron en Fiat y luego en centros de estilo independientes, como el Studio Rodolfo Bonetto y el IDEA Institute. En este último colaboró con Renzo Piano, Peter Rice y Rudolf Hruska. En 1986 pasó a la marca italiana Alfa Romeo, donde diseñó modelos como el Alfa Romeo 147 y el Alfa Romeo 156.
En 1999 fue contratado por la empresa española SEAT, perteneciente al Grupo Volkswagen. Su trabajo en SEAT fue desarrollar una nueva imagen para la marca. Sus dos prototipos presentados en 2000 y 2001, los Salsa y Tango, exhibieron rasgos que luego tomaron los modelos de producción en los años siguientes. Sus creaciones son los Altea, Altea XL, Altea Freetrack, Toledo, León, Ibiza y Córdoba.
En 2002 pasó a ser también jefe de diseño de la alemana Audi, donde modernizó la línea de dicha marca, siendo famosa la nueva gran parrilla delantera de la marca que llevan los modelos Audi TT, Audi Q7, Audi A6 y Audi A5.
En octubre de 2005 asumió la dirección del centro de diseño de Lamborghini, al pasar Luc Donckerwolke a SEAT.
Desde 2006 es jefe de diseño de Volkswagen, donde está encargado de diseños como la sexta generación del Volkswagen Golf y la tercera generación del Volkswagen Scirocco.
También trabajó en el proyecto del SUV Porsche Macan.

## Diseños

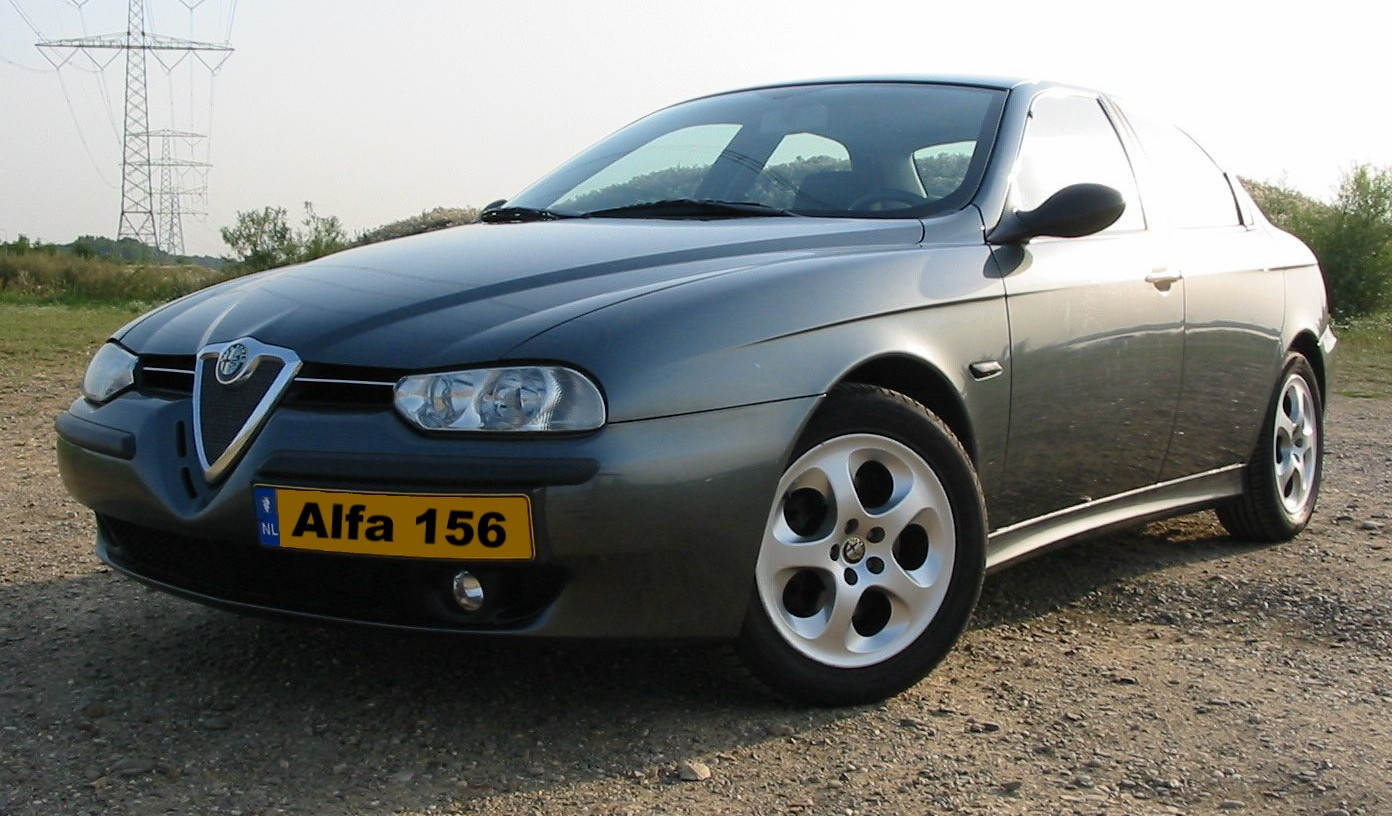
Alfa Romeo 156

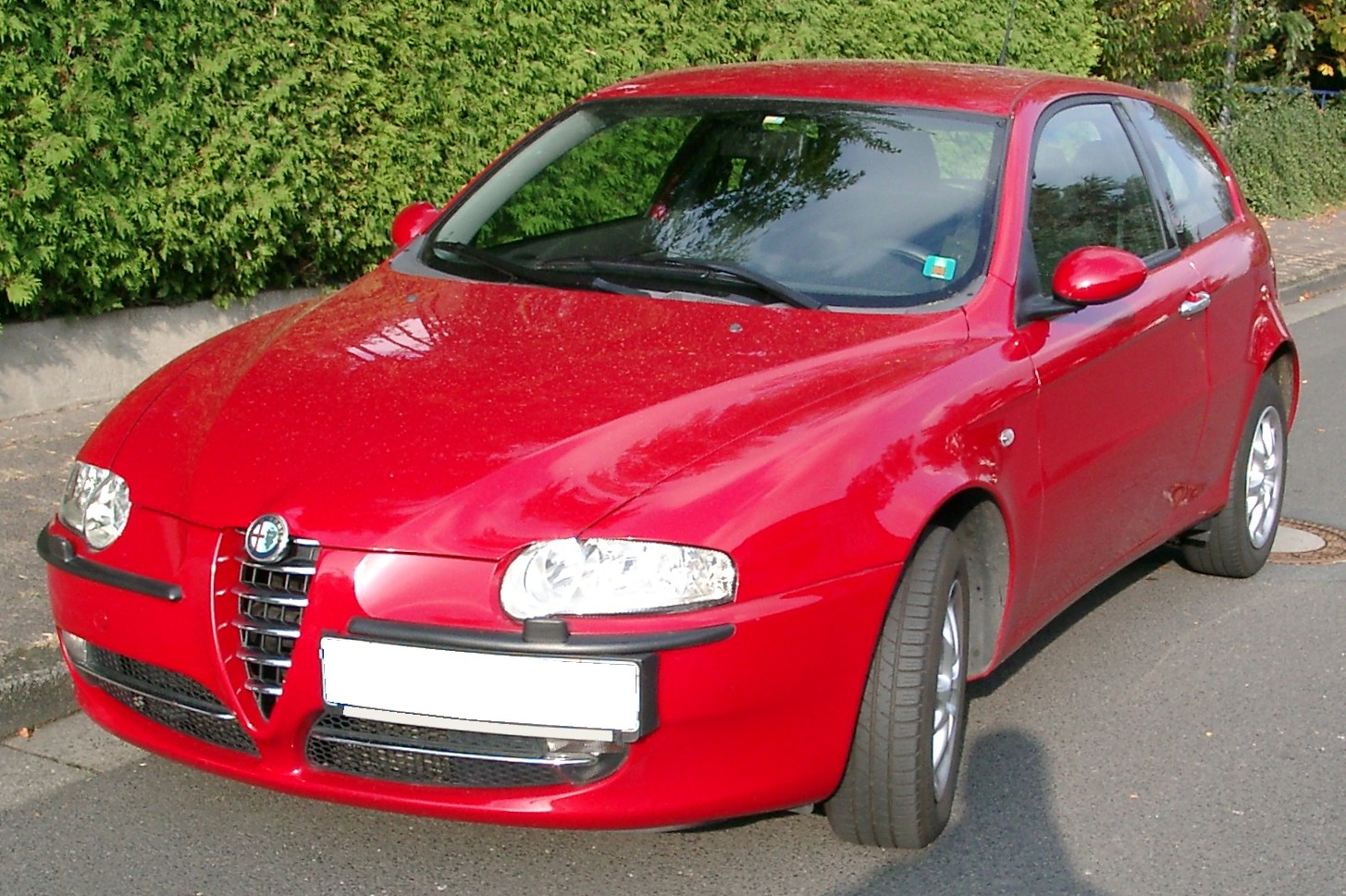
Alfa Romeo 147

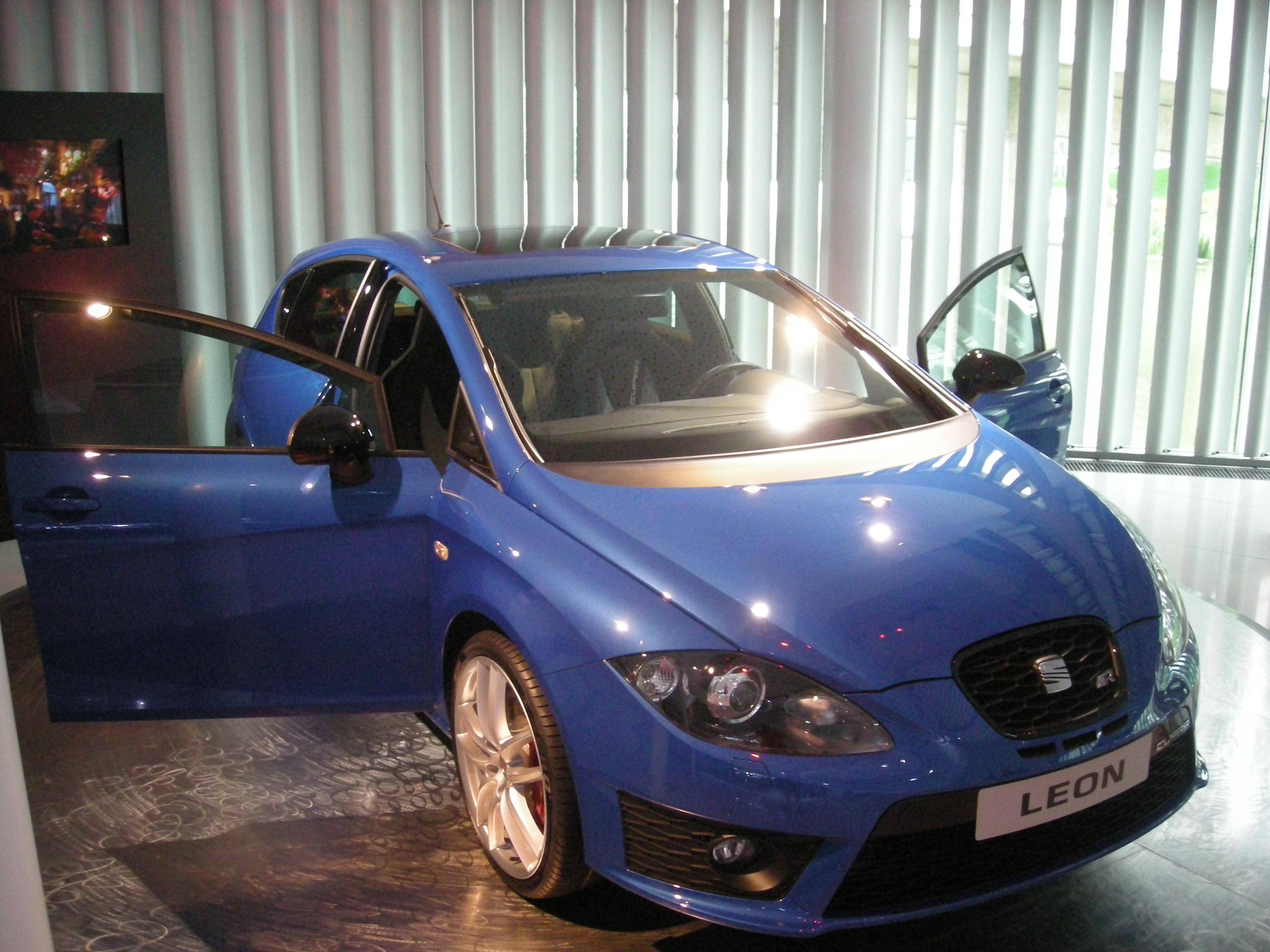
SEAT León.

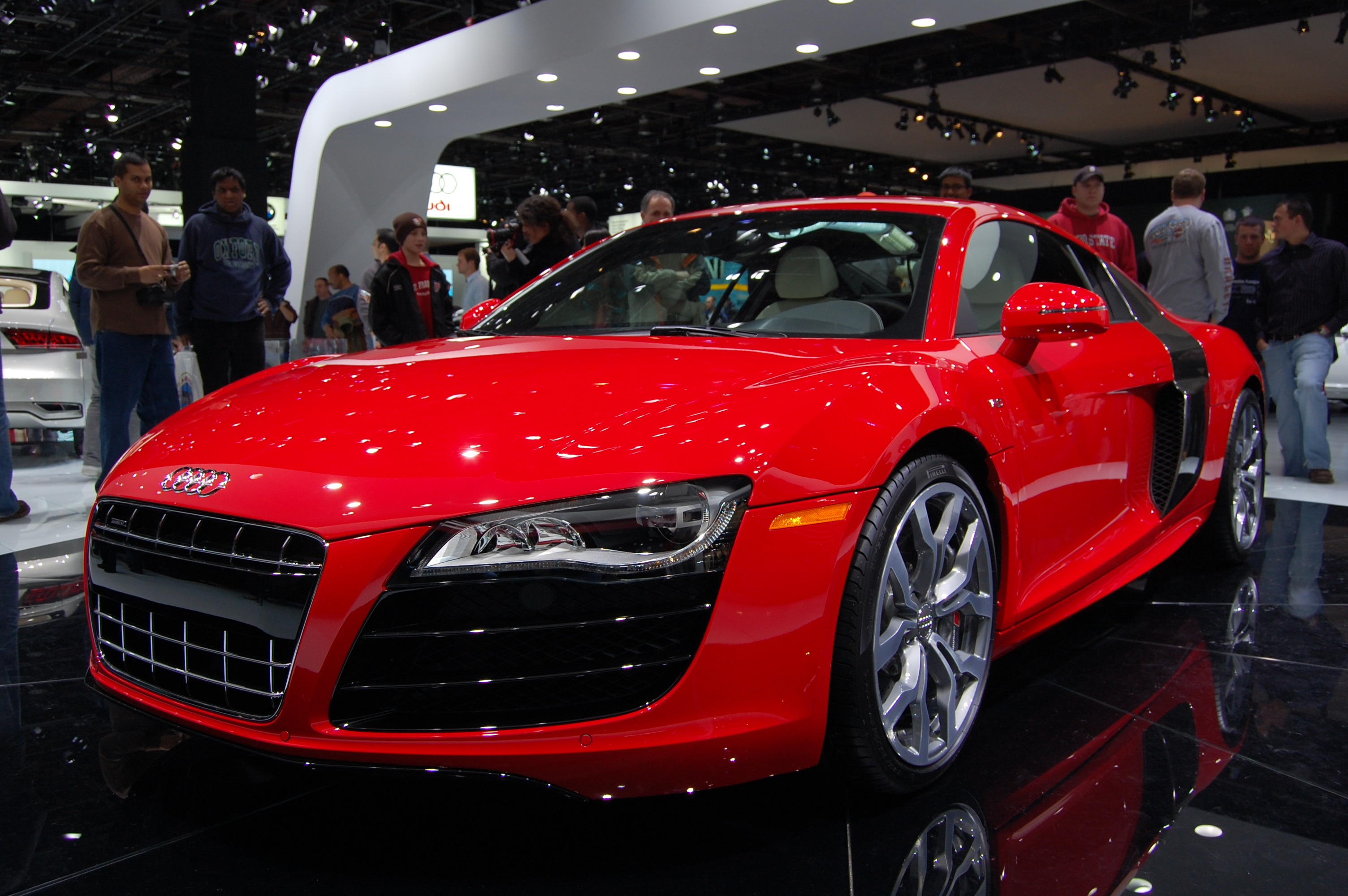
Audi R8

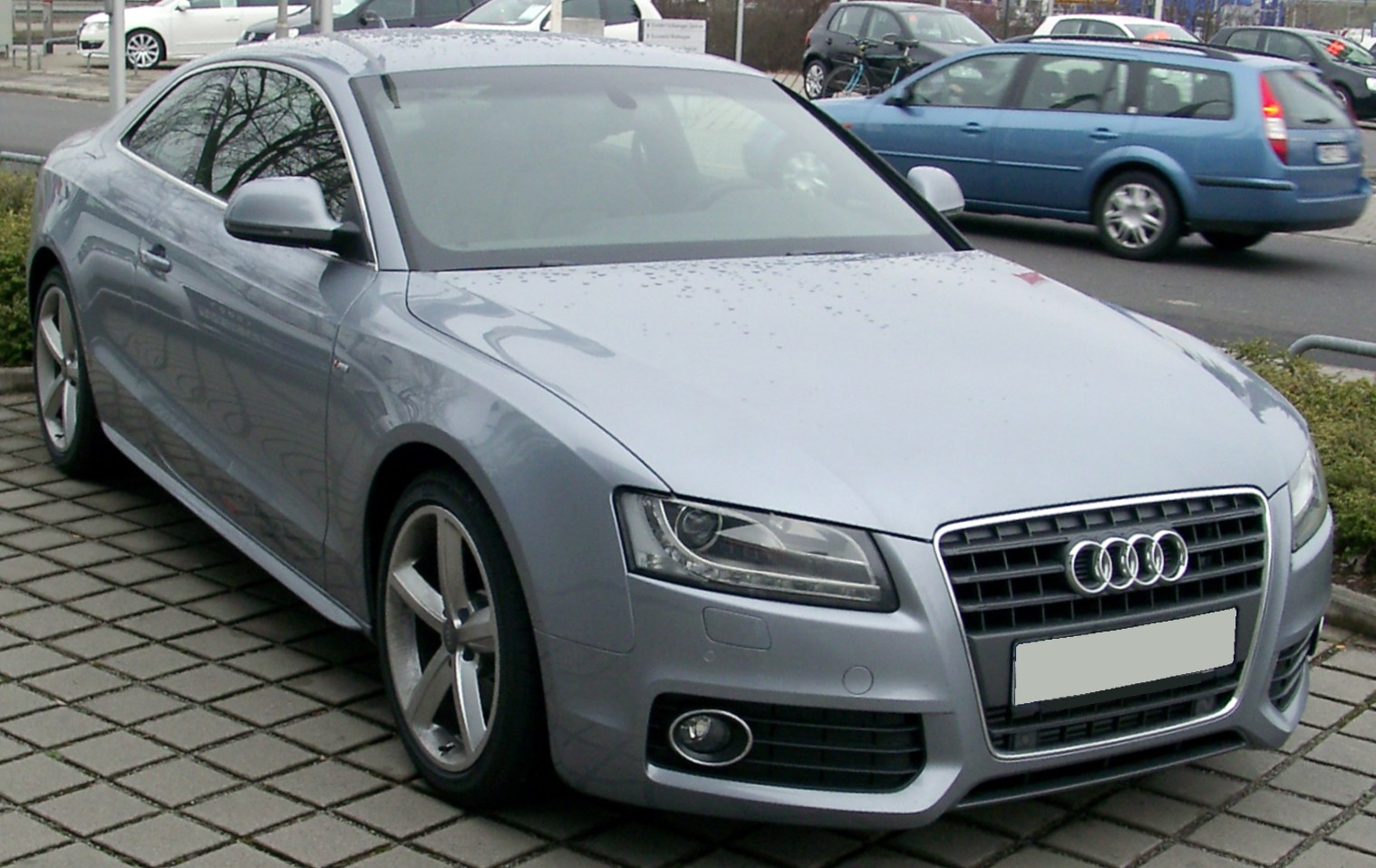
Audi A5

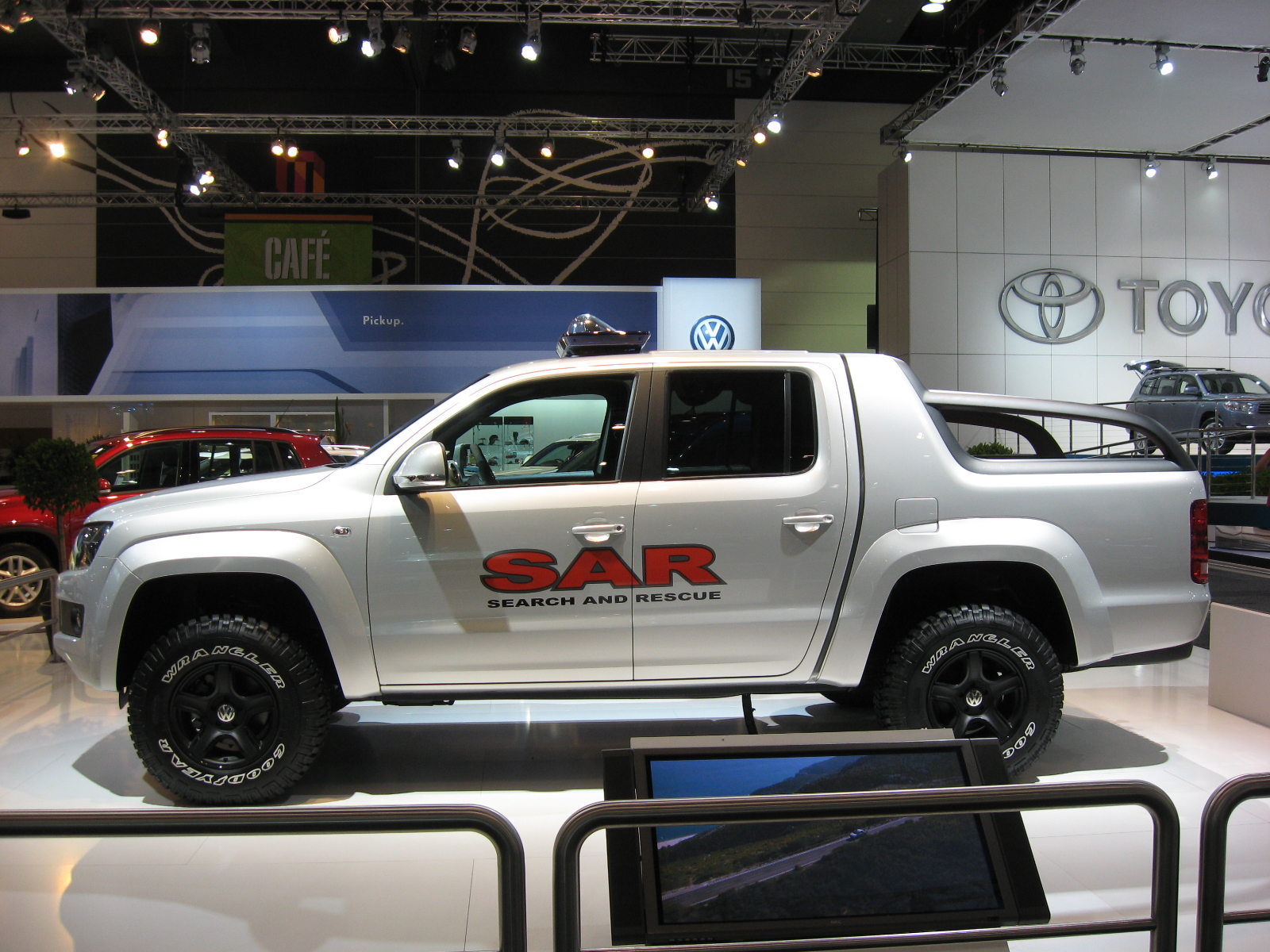
Volkswagen Amarok

- Alfa Romeo
  - Alfa Romeo Proteo (1991)
  - Alfa Romeo 145/146 (1994)
  - Alfa Romeo Nuvola (1996)
  - Alfa Romeo 156 (1997)
  - Alfa Romeo 166 (1988)
  - Alfa Romeo 147 (2000)

- SEAT
  - SEAT Salsa (2000)
  - SEAT Tango (2001)
  - SEAT Ibiza III (2002)
  - SEAT Córdoba II (2002)
  - SEAT Altea (2004)
  - SEAT Toledo III (2004)
  - SEAT León II (2005)

- Audi
  - Audi A3 (2003-2013)
  - Audi Nuvolari (2003)
  - Audi A6 (2004)
  - Audi Q7 (2005)
  - Audi TT (2006)
  - Audi R8  (2006)
  - Audi A5 (2007)
  - Audi A4 (2008)
- Volkswagen
  - Volkswagen Polo IV (2005)
  - Volkswagen Amarok (2008)
  - Volkswagen Golf VI (2008)
  - Volkswagen Scirocco III (2008)
  - Volkswagen Jetta (2010)
  - Volkswagen Passat CC (2008)
  - Volkswagen Polo V (2009)
  - Volkswagen Passat (2010)
  - Volkswagen Sharan (2010)
  - Volkswagen Touareg (2010)
  - Volkswagen Beetle (2011)
  - Volkswagen up! (2011)

- Lamborghini
  - Lamborghini Miura Concept (2006)

## Galardones
- 1978: Compasso d'Oro
- 1984: MITI Good Design Prize
- 1985: MITI Good Design Prize
- 1988: Premio SMAU
- 1998: Designer of the "Car of the Year"
- 1998: CARMEL La Bella Macchina Award
- 2000: Designer of the "Car of the Year"
- 2000: Automotive News Eurostars
- 2000: Automotive News International Best Exterior Design
- 2000: Autonis Best Design
- 2001: Autowelt Design Award
- 2004: Coche más bello del mundo (SEAT Altea)